# Liste der Monuments historiques in Juicq
Die Liste der Monuments historiques in Juicq führt die Monuments historiques in der französischen Gemeinde Juicq auf.

## Liste der Bauwerke
| Bezeichnung      | Beschreibung                  | Standort | Kennzeichnung | Schutzstatus | Datum | Bild           |
| ---------------- | ----------------------------- | -------- | ------------- | ------------ | ----- | -------------- |
| Kirche St-Pierre | Erbaut im 12./13. Jahrhundert | (Lage)   | PA00104779    | Inscrit      | 1949  | weitere Bilder |

## Liste der Objekte

### Kirche St-Pierre
| Bezeichnung      | Beschreibung                                                | Standort | Kennzeichnung | Schutzstatus | Datum | Bild |
| ---------------- | ----------------------------------------------------------- | -------- | ------------- | ------------ | ----- | ---- |
| Hochaltar        | Altar mit Tabernakel; Holz, farbig gefasst, 19. Jahrhundert | (Lage)   | PM17001343    | Inscrit      | 1983  |      |
| Altar            | Altar mit Tabernakel, Holz, farbig gefasst, 19. Jahrhundert | (Lage)   | PM17001344    | Inscrit      | 1983  |      |
| Sakristeischrank | Holz, 19. Jahrhundert                                       | (Lage)   | PM17001345    | Inscrit      | 1983  |      |
| Taufbecken       | Stein, 19. Jahrhundert                                      | (Lage)   | PM17001346    | Inscrit      | 1983  |      |